# Cerezo de Arriba
Cerezo de Arriba is een gemeente in de Spaanse provincie Segovia in de regio Castilië en León met een oppervlakte van 48,66 km². Cerezo de Arriba telt 143 inwoners (1 januari 2016).

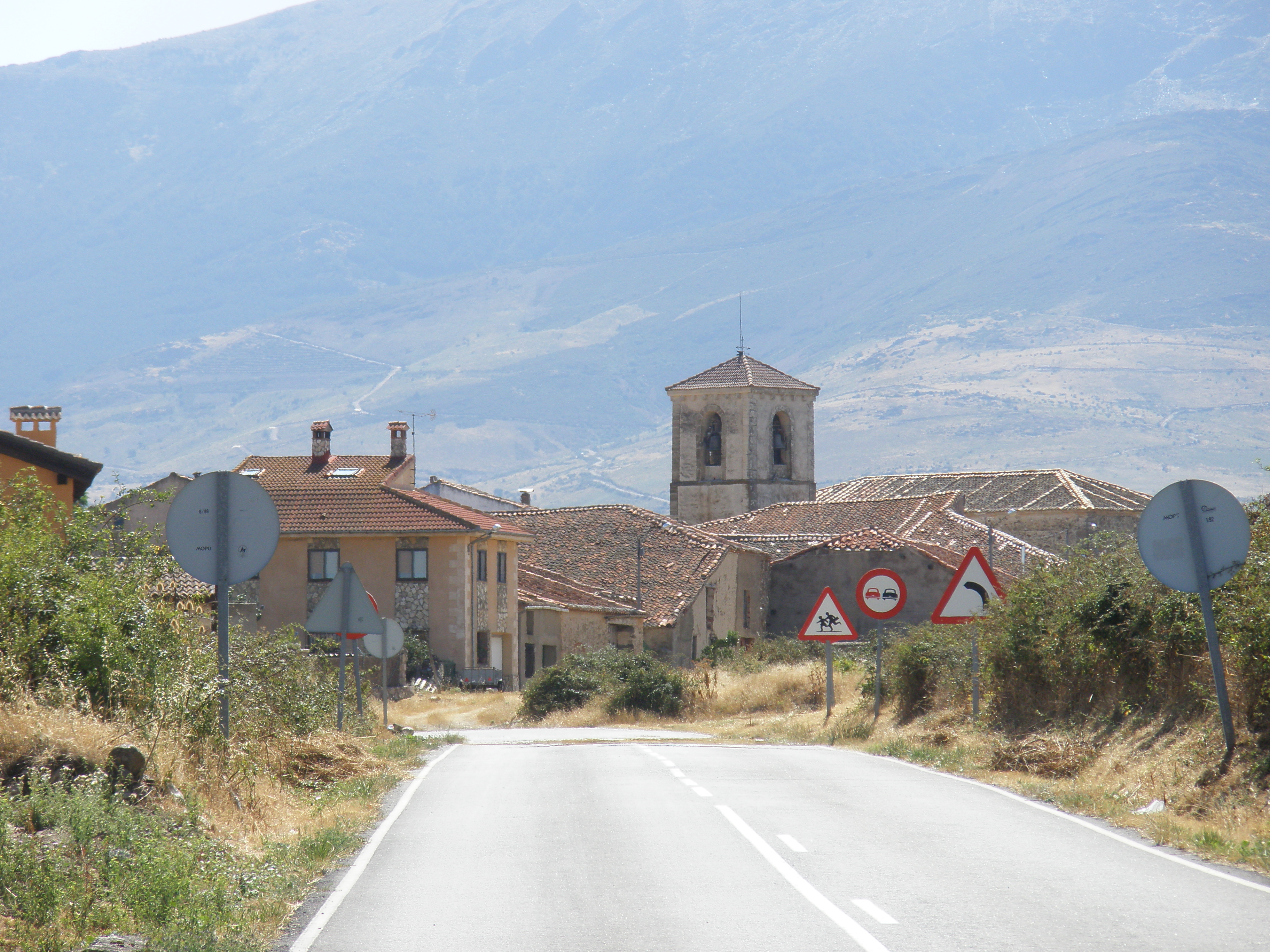
Cerezo de Arriba
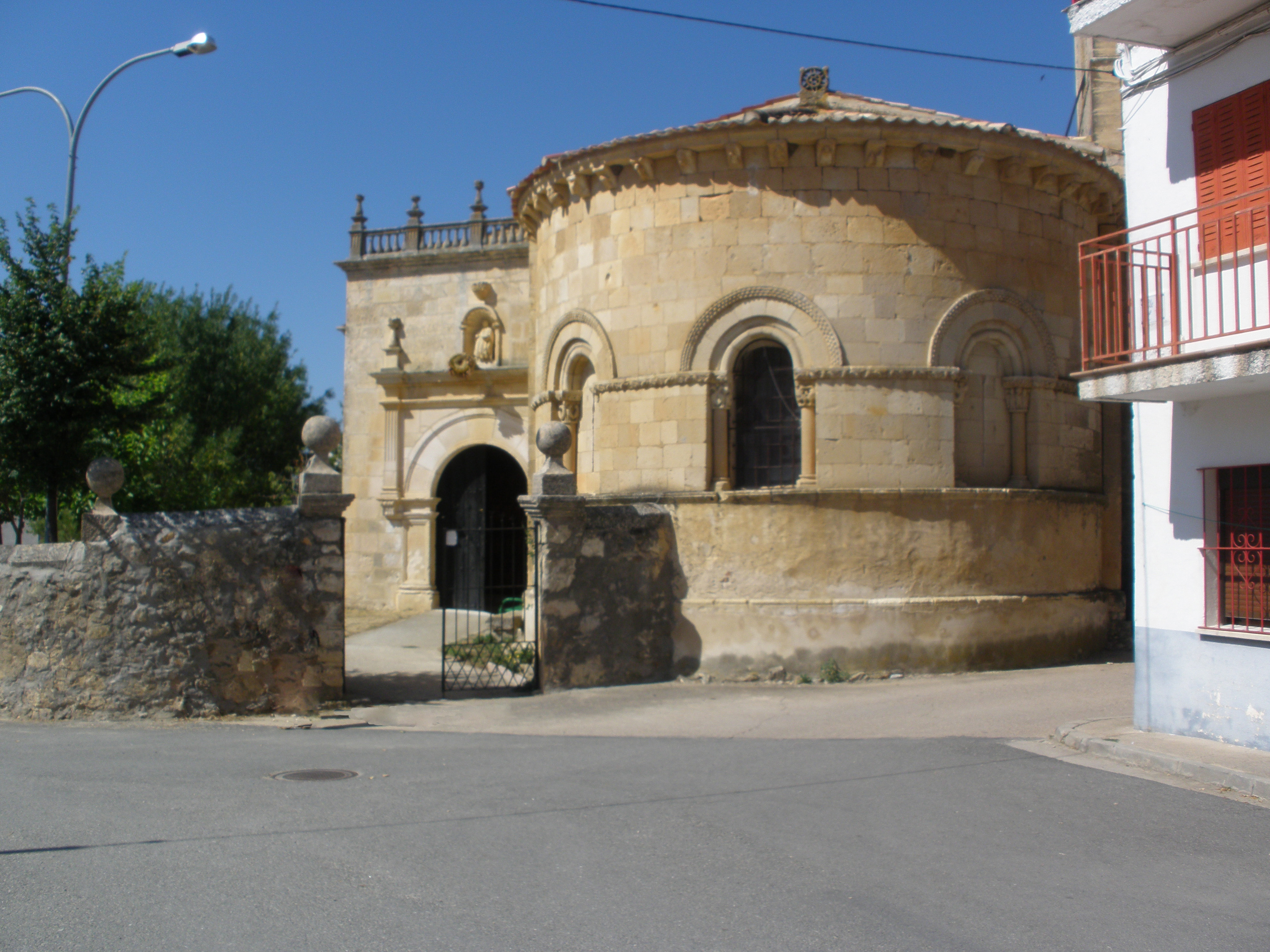
Kerk San Juan
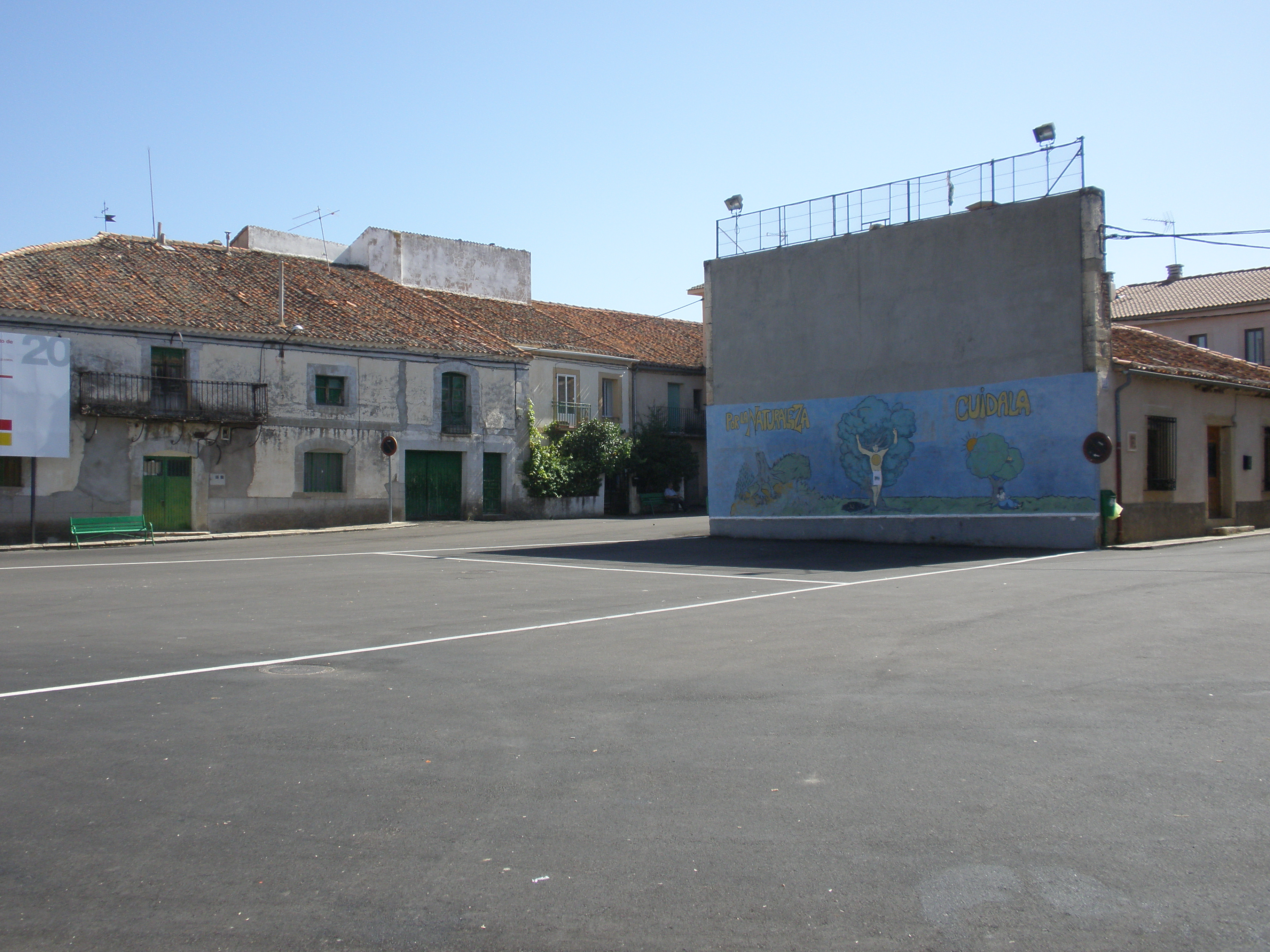
Plaza de la Constitución

## Demografische ontwikkeling
Bron: INE, 1857-2011: volkstellingen